# Johann August Lehninger
Johann August Lehninger (* 1730 in Görlitz; † 1786 in Dresden) war ein deutscher Romanist,  Italianist, Übersetzer und Lexikograf.

## Leben und Werk
Lehninger war Sekretär der kursächsischen Staatskanzlei in Dresden oder (nach anderen Quellen) der Generalstabskanzlei der Sächsischen Armee.
Lehninger versah das italienisch-lateinisch-französische  Wörterbuch des Annibale Antonini (Paris 1735) mit einer Übersetzung der italienischen Definitionen und mit deutschen (statt lateinischen) Äquivalenten und publizierte es (bereichert um einen deutsch-italienischen Teil) 1763 in Leipzig.

## Werke
- Nuovo Dizzionario italiano-tedesco, tedesco-italiano del signr.  Annibal Antonini, ora migliorato e tradotto in tedesco, da Giovanni Agosto Lehninger. Neues deutsch-italienisches Wörterbuch zusammengetragen von Johann August Lehninger, 2 Bde., Leipzig 1763 (1639 + 892 Seiten)
- (Übersetzer) Johann Ludwig Bianconi, Sendschreiben über den A. Cornelius Celsus an den Abt Hieronymus Tiraboschi, Leipzig 1781
- Beschreibung des Plauischen Grundes bey Dresden nebst einer umständlichen Nachricht von den verschiedenen Steinarten, Versteinerungen und andern Merkwürdigkeiten desselben, Dresden 1781
- Abrégé de la vie des peintres, dont les tableaux composent la Galerie Electorale de Dresde. Avec le détail de tous les tableaux de cette collection & des éclaircissemens historiques sur ces chefs-d'œuvres de la peinture, Dresden 1782
- (Übersetzer)  Description de la ville de Dresde, de ce qu’elle contient de plus remarquable et de ses environs, Dresden 1782 (deutsches Original: Karl Wilhelm Daßdorf, Beschreibung der vorzüglichsten Merkwürdigkeiten der Churfürstlichen Residenzstadt Dresden und einiger umliegenden Gegenden, Dresden 1782)
  - Description de Dresde et environs à l’usage des étrangers, Dresden 1807